# Gustav Schlesier
Gustav Wilhelm Schlesier (* 15. November 1810 in Dresden; † 12. April 1881 in Berlin) war ein deutscher Journalist, Publizist, Schriftsteller und Beamter.

## Leben
Schlesier war in Dresden ein Schulfreund Richard Wagners, der dort 1822 bis 1826 das Evangelische Kreuzgymnasium besuchte. Ab 1830 studierte er an der juristischen Fakultät der Universität Leipzig und lernte 1833 durch Vermittlung Wagners Robert Schumann kennen, der ihn erstmals im November 1833 erwähnt. Zur selben Zeit machte er auch die Bekanntschaft von Heinrich Laube und war 1833/34 Mitarbeiter an der von Laube redigierten Zeitung für die elegante Welt. Zu seinem Freundeskreis gehörte darüber hinaus Karl Gutzkow.
1836 genoss Schlesier in literarischen Kreisen bereits solche Anerkennung, dass ihn Heinrich Heine in seiner Schrift Die romantische Schule zu den „höchst ausgezeichneten Schriftstellern der jüngsten Periode“ zählt sowie zu den „Chorführern“ des „jungen Deutschland“.
1836 wurde Schlesier an der Universität Jena mit der Abhandlung Blicke auf die deutsche Geisteswelt zum Dr. phil. promoviert und übersiedelte im selben Jahr nach Stuttgart. Dort befreundete er sich mit dem radikaldemokratischen Dichter, Theologen und Historiker Wilhelm Zimmermann und verkehrte mit August Lewald und David Friedrich Strauß. 1837 wurde er Redakteur der Zeitschrift Europa. Chronik der gebildeten Welt. Zu den Mitarbeitern des einflussreichen Journals, das 2.500 Abonnenten hatte, zählten Georg Herwegh und Karl Gutzkow.
Laut Stuttgarter Adressbuch von 1839 wohnte er dort in der Tübingerstraße 5.
Ein wichtiges Projekt Schlesiers war die Ausgabe Schriften von Friedrich Gentz. Ein Denkmal. Sie erschien 1838 bis 1840 in fünf Bänden.
Durch Gustav Schwab erhielt Schlesier kurz nach dem Tode von Friedrich Hölderlin wichtige Papiere aus dem Nachlass des Dichters, die er sich für eine geplante, aber nicht mehr realisierte Hölderlin-Biographie abschrieb.
Am 11. Januar 1847 verlobte er sich mit einem Fräulein Mathilde Widmann aus Stuttgart.
Im Stuttgarter Adressbuch ist Schlesier letztmals 1849 mit der Adresse Kronprinzstraße 3 aufgeführt, danach nicht mehr.
1852 übersiedelte Schlesier nach Berlin, wo er zunächst am Enckeplatz 3 wohnte. Am 23. Juli 1852 bewarb er sich bei Generalleutnant Theodor von Rochow (1794–1854) erfolglos um eine Stelle im preußischen Staatsdienst. Am 7. Januar 1854 folgte eine ähnliche Bewerbung bei dem preußischen Außenminister Otto Theodor von Manteuffel (1805–1882). Mit einer Empfehlung von Alexander von Humboldt erhielt er daraufhin eine Anstellung in der „Centralstelle für Preßangelegenheiten“, einer verdeckt arbeitenden Zensurbehörde. Zur selben Zeit arbeiteten dort Theodor Fontane (1852 bis 1858) und Louis du Rieux (1854 bis 1857). Schlesier war dort bis 1877 tätig und wurde im folgenden Jahr „mit Rücksicht auf seine geschwächte Gesundheit“ pensioniert. Sein Jahresgehalt betrug zunächst 700 Taler und wurde ab 1. Januar 1864 auf 800 Taler erhöht. 
Zuletzt wohnte Schlesier bei einer Auguste Schiller in der Königgrätzer Straße 106, wo er „nach längerem Leiden“ am 12. April 1881 „Nachmittag 3 ¾ Uhr sanft entschlafen ist.“

## Nachlass
Einen großen Teil der an Schlesier gerichteten Briefe erwarb 1903 der Literaturhistoriker Heinrich Hubert Houben und verwendete sie für seine Studien über das Junge Deutschland.
Daneben tauchten 1914 bei dem Berliner Antiquar Leo Liepmannssohn Aufzeichnungen Schlesiers auf, die die heutige Staatsbibliothek zu Berlin kaufen konnte (Signatur acc. ms. 1914.238). Es handelt sich um tagebuchartige Notizen der Jahre 1833 bis 1835 und 1849 bis 1850 sowie Briefentwürfe.

## Werke
- Faustiana, in: Zeitung für die elegante Welt, Jg. 33, Nr. 104 vom 31. Mai 1833, S. 413–415 (Digitalisat); Nr. 105 vom 1. Juni 1833, S. 418f. (Digitalisat); Nr. 106 vom 3. Juni 1833, S. 421f. (Digitalisat)
- Ueber den gegenwärtigen Zustand der Kritik in Deutschland, in: Zeitung für die elegante Welt, Jg. 34, Nr. 1 vom 2. Januar 1834, S. 1–4 (Digitalisat); Nr. 6 vom 9. Januar 1834, S. 21 (Digitalisat)
- Ludwig Tieck und das deutsche Theater, in: Allgemeine Theater-Revue, hrsg. von August Lewald, Jg. 1, Stuttgart und Tübingen: Cotta 1835, S. 1–52 (Digitalisat)
- Deutsche Studien, Stuttgart 1836
- Oberdeutsche Staaten und Stämme. Vom Standpunkte der Politik beleuchtet, Stuttgart: Scheible 1836 (Digitalisat)
- Friedrich von Gentz. Ein Denkmal, 5 Bände, Mannheim 1838–1840
- Erinnerungen an Wilhelm von Humboldt, 2 Bände, Stuttgart: Köhler 1843 und 1845
- Hölderlin-Aufzeichnungen, hrsg. von Hans Gerhard Steimer, Weimar: Böhlau 2002; ISBN 978-3-7400-1197-0 (Digitalisat)